# Gerd Holzheimer

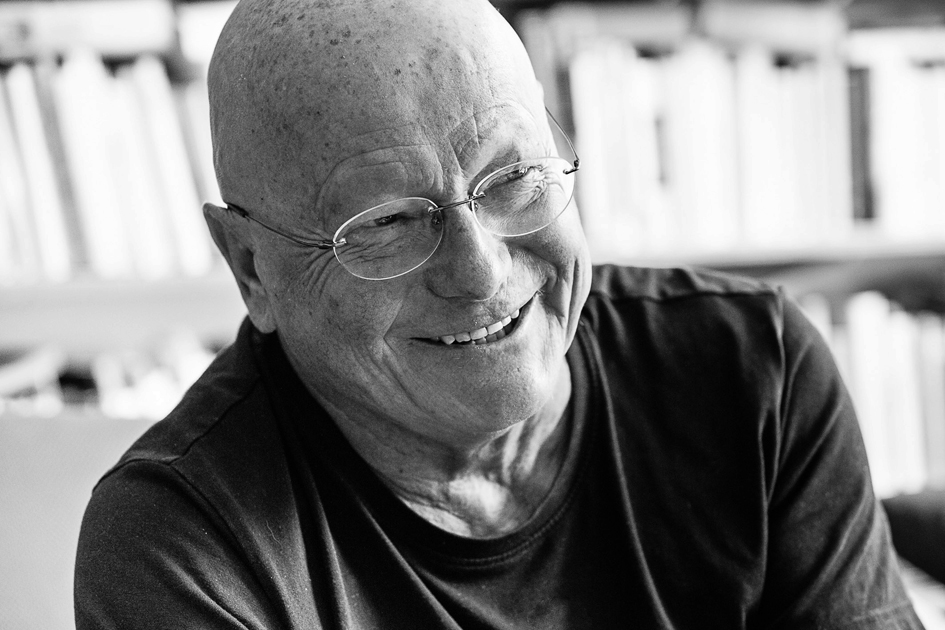
Gerd Holzheimer (2018)

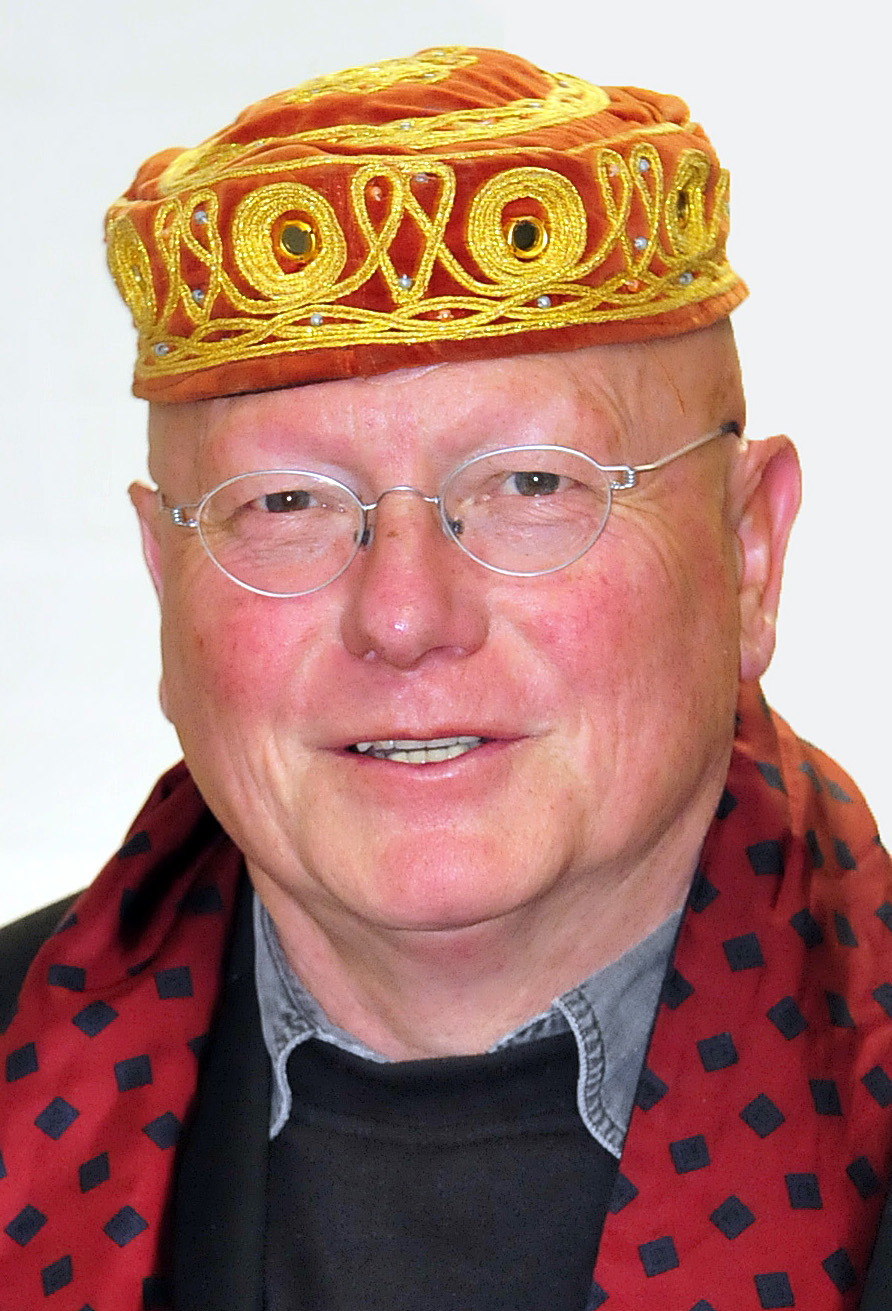
Gerd Holzheimer (2010)

Gerd Holzheimer (* 2. Mai 1950 in München) ist ein deutscher Schriftsteller.

## Leben
Gerd Holzheimer ist der Sohn eines Landvermessers und setzt das Werk seines Vaters als literarischer Landvermesser und Geo-Poet fort. Er studierte Germanistik, Geschichte und Philosophie an der Universität München. 1997 promovierte Holzheimer, der passionierter Wanderer ist, mit einer Studie zur Poetik des Gehens in der Literatur zum Doktor der Philosophie. Nach einer landwirtschaftlichen Lehre auf einem anthroposophischen Bauernhof war er Gymnasiallehrer und Lehrbeauftragter für neuere deutsche Literatur und bayerische Literaturgeschichte an der Universität München. Holzheimer lebt heute in Gauting.
Er ist Verfasser von Romanen, Erzählungen,
Reportagen sowie satirisch-essayistischen Lexika, u. a. zu Themen der literarischen Topographie und der bayerischen Volkskunde. Er schreibt für verschiedene Zeitungen und Zeitschriften, für den Bayerischen Rundfunk und das Fernsehen. Er wirkte an dem Film Trüffeljagd im Fünfseenland mit, verfasste dafür Buch und Drehbuch. Holzheimer ist künstlerischer Leiter der Veranstaltungsreihe Literarischer Herbst im Landkreis Starnberg und Herausgeber der Zeitschrift Literatur in Bayern. Als literarischer Landvermesser leitet er literarische Exkursionen zwischen Amazonas und Mandovi-River, Indien und seiner Heimat an der Würm.
Gerd Holzheimer ist Beirat der Bayerischen Volksstiftung, der Ödön-von-Horváth-Stiftung und der Josef-Oberberger-Stiftung, zudem Mitglied der Oskar-Maria-Graf-Gesellschaft, der Phantastischen Gesellschaft und der Münchner Turmschreiber. Er erhielt u. a. 1995 einen Anerkennungspreis der Bayerischen Volksstiftung, 1997 den Günther-Klinge-Preis der Gemeinde Gauting sowie 2002 den Pasinger Kunst- und Kulturpreis. Die Landeshauptstadt München zeichnete ihn 2013 mit dem Ernst-Hoferichter-Preis aus. 2015 war er Kulturpreisträger des Landkreises Starnberg.

## Werke
- Maierschwang, München 1986
- Winter wird hart, München 1986
- Endstation Dreisessel, München 1990
- Sie haben etwas vergessen, München 1990
- Figaros Bröllop, München 1991
- Querfurt oder Der gute Punkt, München 1994
- Wenn alle Strick' reißen, häng ich mich auf, Leipzig 1997
- Denk dir nix, Leipzig 1999
- Das Erotik-ABC, Hamburg 1999
- Krachen lassen, München 1999
- Kurier zwischen den Lagern, München 1999
- Wanderer Mensch, München 1999
- Wider den genitalen Ernst, Leipzig 2002
- Auf Trüffeljagd im Fünfseenland, München 2003
- Niederwahna, München 2005
- Und Sie werden lachen, Viechtach 2005
- Tagmeiers Mütze, München 2007
- Habe die Ehre!, München 2008 (zusammen mit Ernst Rebel und Reinhard Schulz)
- München, Frankfurt/M. [u. a.] 2008
- Polt [Biographie]. Langen-Müller, München 2012, ISBN 978-3-7844-3287-8.
- So viel Licht. Dachau 2013
- München Skizzen. Dachau 2013
- Zum Ammersee! München 2015
- Das München Album. München 2015
- Nimm dir Zeit und nicht das Leben. Gauting 2016
- Zerklüftete Antike – Holzskulpturen von Andreas Kuhnlein (Autorentext), 2016. ISBN 978-3-95976-003-4
- Da kloa Prinz, Antoine de Saint Exupéry, übertragen ins Bairische von Gerd Holzheimer, Allitera Verlag, München 2016. ISBN 978-3-86906-899-2

## Herausgeberschaft
- Leiden schafft Passionen, München 2000
- Man hat halt so eine Sehnsucht in sich. Eros in Bayern. Dachau 2012
- Literatur in Bayern